# Chris Hussey
Pour les articles homonymes, voir Hussey.
Christopher Ian Hussey, dit Chris Hussey (né le 2 janvier 1989 à Hammersmith au Royaume-Uni), est un footballeur anglais. Il joue en tant que défenseur au Walsall FC.

## Biographie
Le  19 octobre 2009, Chris Hussey est prêté à Coventry City, d'abord sous la forme d'un prêt, le transfert devenant permanent à compter du 1er janvier suivant. Il y joue une soixantaine de matchs avant de retourner dans son ancien club, l'AFC Wimbledon, en janvier 2013.
Le 10 janvier 2022, il rejoint Port Vale.
Le 2 septembre 2022, il rejoint Stockport County.
Le 22 juin 2023, il rejoint Walsall.

## Vie personnelle
Hussey a été décrit par le Coventry Telegraph comme « un personnage timide ». Il a travaillé avec un psychologue clinicien pour surmonter les troubles de santé mentale liés à l'anxiété et aux troubles obsessionnels compulsifs (TOC), qui l'avaient rendu dépendant aux somnifères.
En juin 2020, il a obtenu un diplôme de l'Université métropolitaine de Manchester avec une mention Très bien en sciences de l'exercice et du sport. En juillet 2021, il crée une entreprise de vente au rabais basée sur une application mobile appelée Local & Loyal , qui vise à soutenir les entreprises indépendantes du Worcestershire et du Gloucestershire.
Il a une fille, Cora, née en 2019, avec sa fiancée Cavella Dutson.

## Statistiques détaillées
| Saison                | Club                  | Championnat           | Championnat | Championnat | Coupe(s) nationale(s) | Coupe(s) nationale(s) | Total | Total |
| Saison                | Club                  | Division              | M.          | B.          | M.                    | B.                    | M.    | B.    |
| 2008 - 2009           | AFC Wimbledon         | Blue Square Premier   | -           | -           | 1                     | 0                     | 1     | 0     |
| 2009 - 2010           | AFC Wimbledon         | Blue Square Premier   | 14          | 0           | -                     | -                     | 14    | 0     |
| Sous-total            | Sous-total            | Sous-total            | 14          | 0           | 1                     | 0                     | 15    | 0     |
| 2009 - 2010           | Coventry City         | Championship          | 8           | 0           | -                     | -                     | 8     | 0     |
| 2010 - 2011           | Coventry City         | Championship          | 11          | 0           | 1                     | 0                     | 12    | 0     |
| 2011 - 2012           | Coventry City         | Championship          | 29          | 0           | 2                     | 0                     | 31    | 0     |
| 2012 - 2013           | Coventry City         | League One            | 10          | 0           | 4                     | 1                     | 14    | 1     |
| Sous-total            | Sous-total            | Sous-total            | 58          | 0           | 7                     | 1                     | 65    | 1     |
| 2012 - 2013           | AFC Wimbledon         | League One            | 2           | 0           | -                     | -                     | 2     | 0     |
| Sous-total            | Sous-total            | Sous-total            | 2           | 0           | 0                     | 0                     | 2     | 0     |
| Total sur la carrière | Total sur la carrière | Total sur la carrière | 74          | 0           | 8                     | 1                     | 82    | 1     |

## Palmarès
Sheffield United
Championnat d'Angleterre de D3 (1) :
- Champion : 2017.

Cheltenham Town
Championnat d'Angleterre de D4 (1) :
- Champion : 2021.